# Центральное бюро астрономических телеграмм
Центральное бюро астрономических телеграмм (ЦБАТ, англ. Central Bureau for Astronomical Telegrams, CBAT)  официальный центр по сбору и распространению информации обо всех типах астрономических наблюдений, касающихся объектов всех видов (планет, спутников, астероидов, комет, звёзд и т.д.), а также всех видов небесных явлений (вспышек сверхновых и новых, метеорных потоков и т.д.), носящих постоянный или временный характер. ЦБАТ определяет приоритет открытия, время открытия и окончательные  названия обнаруженных объектов. ЦБАТ готовит и распространяет от имени Международного астрономического союза (МАС) циркуляры Международного астрономического союза — IAUC (International Astronomical Union Circulars). 
В период с 1920 по 1992 год, ЦБАТ отправлял телеграммы только в экстренных случаях, большинство циркуляров отправлялись обычной почтой.  С середины 1980-х годов циркуляры МАС и  Центра малых планет (ЦМП) стали доступны в электронном виде. После 1992 года, когда телеграммы прекратили рассылаться, название «телеграмма» осталось  в силу исторических причин, и сейчас сообщения ЦБАТ называются, как «Электронная телеграмма» Центрального бюро астрономических телеграмм.
ЦБАТ является некоммерческой организацией, но взимает плату за свои услуги для финансирования своей дальнейшей деятельности.

## История
Центральное бюро было основано Астрономическим Обществом (Astronomische Gesellschaft) в 1882 году в Киле, Германия. Во время Первой мировой войны оно было перенесено в обсерваторию Копенгагенского университета в Копенгаген, Дания. В 1922 году МАС создал Центральное бюро астрономических телеграмм (Bureau Central des Télégrammes Astronomiques), которое оставалось в Копенгагене до 1965 года, а затем оно переехало в обсерваторию Гарвардского колледжа, где работает под управлением Смитсонианской астрофизической обсерватории. ЦБАТ в настоящее время находится в Кембридже, штат Массачусетс.